# Guernsey, Wyoming
För andra betydelser, se Guernsey (olika betydelser).
Guernsey är en småstad (town) i Platte County i östra Wyoming i USA. Staden hade 1 147 invånare vid 2010 års folkräkning.

## Geografi
Guernsey ligger på den nordöstra sidan av North Platte River i östra delen av Platte County. Floden rinner här åt sydost. Strax uppströms om staden ligger Guernseydammen och Guernseyreservoaren.

## Historia
Öster om staden ligger Register Cliff, en sandstensklippa där nybyggare på väg västerut på Oregon Trail ristade in sina namn under mitten av 1800-talet.

## Näringsliv och kommunikationer
I staden har USA:s nationalgarde en anläggning och ett flygfält, Camp Guernsey Airport. Gurnsey ligger vid U.S. Route 26. Genom staden går BNSF:s järnvägslinje, som huvudsakligen används för tyngre godstrafik.